# José Pinto
Pour les articles homonymes, voir José Pinto (homonymie) et Pinto.
Pas d'image ? Cliquez ici

a Compétitions nationales et continentales officielles uniquement.

b Matchs officiels uniquement.
José Pinto, né le 5 février 1981 à Lisbonne (Portugal), est un joueur international portugais de rugby à XV. Il joue avec l'équipe du Portugal de 2004 à 2012, évoluant au poste de demi de mêlée (1,75 m pour 83 kg).

## Statistiques en équipe nationale
- 52 sélections avec le Portugal
- 3 essais, 2 transformation, 1 pénalité, 22 points
- 1er test match 2004

- Coupe du monde de rugby à XV 2007 : 4 matches (joueur du match contre l'Italie).

## Palmarès
- Finaliste du Championnat du Portugal de rugby à XV 2006-2007